# استودان سنگ چله گاه
استودان سنگ چله گاه در شهرستان مهر، بخش وراوی، روستای خالده واقع شده و این اثر در تاریخ ۱۰ دی ۱۳۸۱ با شمارهٔ ثبت ۶۷۷۴ به‌عنوان یکی از آثار ملی ایران به ثبت رسیده است.